# Spider-Man: Big Time
«Big Time» (рус. «Высокие Ставки») — сюжетная линия в комиксах «The Amazing Spider-Man», опубликованных издательством «Marvel Comics». Сюжет стартовал в ноябре 2010 года и закончился в марте 2011-го, и является завершающим для нескольких предыдущих сюжетных линий, таких как «Brand New Day». Частота публикаций серии «The Amazing Spider-Man» снизилась с трёх раз в месяц до одного, в то время как объём комикса увеличился с 22 до 30 страниц. Дополнительные страницы иногда используются для дополнительных историй, включенных в выпуск, или же для расширения главной истории. Одновременно с основным сюжетом «Big Time», «Marvel» запустили серии «Spider-Girl» (2-й том), «Osborn» и «Carnage», которые входят в «Big Time». Девять выпусков основного сюжета были полностью распроданы, а позже перепечатаны с другими вариантами обложки для повышения продаж.

## Сюжет

### Kill To Be You
Первая часть серии разворачивается в 648–651-м выпусках «The Amazing Spider-Man» и начинается с описания того, как налаживается жизнь Питера Паркера. Он стал одним из самых уважаемых членов сообщества супергероев, благодаря Марле Джеймсон, стал главным научным сотрудником исследовательской лаборатории Horizon Labs, под именем Макс Моделл. Злодей Кингпин нанимает Хобгоблина Родерика Кингсли, чтобы тот украл для него из лаборатории металл ревербиум, который по свойствам прямо противоположен вибраниуму. Кингсли убивает сумасшедший Фил Урих, который забирает его костюм Хобгоблина и отправляется выполнять миссию Кингпина самостоятельно. Horizon Labs подвергается нападению Уриха, которому удается украсть ревербиум благодаря «лунатическому смеху» — оружию, позволяющему воздействовать на окружающих. Урих доставляет металл Кингпину, и Кингпин позволяет ему и дальше работать на него. Человек-паук вместе с Чёрной кошкой планируют вернуть украденный металл. Во время их нападения, Башня Кингпина разрушается и сам ревербиум оказывается завален грудой камней, а Эльф и Кингпин бежали. Несмотря на неудачу, Питер радуется новой жизни: у него есть подруга — Карли Купер, собственная квартира, и тётя Мэй гордится им.

### Revenge of the Spider-Slayers
Вторая часть сюжета описывается в 652–654-м выпусках «The Amazing Spider-Man». Алистер Смайт создаёт армию из так называемых Пауков-убийц — кибернетических роботов, которые нападают на Джей Джона Джеймсона и его сына. Смайт возвращает Мака Гаргана к его личности Скорпиона и приказывает убить сына Джеймсона, чтобы тот почувствовал, что чувствовал сам Смайт, когда погиб его отец. Новые Мстители предлагают Человеку-пауку помощь, однако Человек-паук самостоятельно строит бомбу, которая взорвёт всех роботов, однако Мак Гарган помешал планам Человека-паука скрыться до взрыва бомбы и бомбу пришлось отключить, так как пока он в пределах её радиуса, она мешает ему использовать его «паучье чутьё». Паук побеждает Скорпиона, но Смайт убивает Марлу Джеймсон прежде, чем его удалось обезвредить. В конце, Джей Джона Джеймсон впервые винит не Человека-паука, а себя во всём случившемся.

### No One Dies
В третьей части, в 655-м и 656-м выпусках «The Amazing Spider-Man», проходят похороны Марлы Джеймсон. Накануне, Питеру снится кошмар, где он видит многих когда-либо умерших знакомых людей, в том числе Гвен Стейси, Джорджа Стейси, Изекиля, Фредерика Фосвелла. Позже, он сталкивается с новым злодеем — Террором (англ. Massacre), который не имеет эмоций, зато имеет больше стимулов убить Человека-Паука. Без своего «паучьего чутья», Питер получает пулю от злодея, после чего собирает новый костюм-броню, который помогает ему победить. В конце Питер вступает в разногласия с Джеймсоном, который намерен добиться смертной казни для Смайта за убийство Марлы и Террора, за всех людей, которых он убил. Питер берет с себя клятву, что больше никто не умрет.

## Рейтинги
- The Amazing Spider-Man #648 оценку A (максимальную) на Weekly Comic Book Review,[5], оценку 6.5/10 на IGN,[6] и 4.5 из 5 от Comic Book Resources.[7]
- The Amazing Spider-Man #649 рейтинг A на Weekly Comic Book Review,[8], 7.5 баллов из 10 на IGN,[9] и  4.0 из 5 на Comic Book Resources.[10]
- The Amazing Spider-Man #650 имеет рейтинг A на Weekly Comic Book Review,[11] 7.5 из 10 на IGN,[12] и 3.0 из 5 на Comic Book Resources.[13]
- The Amazing Spider-Man #651 на сайте  Weekly Comic Book Review получил оценку B+[14], на IGN - 7.0 из 10[15], на Comic Book Resources - 4/5 баллов.[16]
- The Amazing Spider-Man #652 имеет оценку B на Weekly Comic Book Review[17] и оценку f 7.5/10 на IGN.[18]
- The Amazing Spider-Man #653 получил B+ от Weekly Comic Book Review[19] и 6.5/10 от IGN.[20]
- The Amazing Spider-Man #654  получил B- от Weekly Comic Book Review,[21] от IGN - 7.5/10[22], на наComic Book Resources его рейтинг составил 4.5/10.[23]
- The Amazing Spider-Man #655 получил A на Weekly Comic Book Review[24], 9.0 из 10 на IGN,[25] и 5 из 5 Comic Book Resources.[26]
- Последний выпуск основного сюжета The Amazing Spider-Man #656  получил оценку B от Weekly Comic Book Review,[27]  7.0 баллов из 10 от IGN,[28] и  4.0 из 5 от Comic Book Resources.[29]

## Коллекционные издания
| Название                              | Включенные выпуски                          | Дата         | ISBN               |
| ------------------------------------- | ------------------------------------------- | ------------ | ------------------ |
| Spider-Man: Big Time Volume 1         | The Amazing Spider-Man #648-651             | февраль 2011 | ISBN 9780785146230 |
| Spider-Man: Matters of Life and Death | The Amazing Spider-Man #652-656             | март 2011    | ISBN 0785151028    |
| Amazing Spider-Man: Big Time #1       | переиздание The Amazing Spider-Man #648-650 | июнь 2011    |                    |